# Tomás Ángel
Tomás Ángel Gutiérrez (Birmingham, Inglaterra, 20 de febrero de 2003) es un futbolista británico-colombiano que juega como delantero en el San Diego FC de la Major League Soccer. 
Es hijo del exfutbolista Juan Pablo Ángel.

## Trayectoria
Tomás comenzó a jugar torneos infantiles en Estados Unidos por el trabajo de su padre, allí se destacaba y se divertía, pero fue cuando llegó a Colombia que notó una mayor exigencia en la competencia y evolucionó. Delantero, de perfil zurdo, empezó a destacarse en el fútbol infantil y en las categorías juveniles con el equipo Club Deportivo Estudiantil de la ciudad de Medellín donde creció, jugó y ganó. Tomás se ha destacado en los Torneos Departamentales de la Liga Antioqueña de Fútbol donde ha sido goleador y campeón en las diferentes categorías juveniles en las que conquistó cinco títulos y se quedó con el galardón de máximo anotador en cuatro de ellos demostrando así buen comportamiento, mucha calidad y notable compromiso por el fútbol.

### Atlético Nacional
En las primeras semanas del 2020, Tomás Ángel llegó a las divisiones menores de Atlético Nacional. Durante ese año, logró participar en los entrenamientos del plantel profesional.
En el año 2021 Atlético Nacional hizo oficial la firma de su primer contrato profesional.
El 6 de marzo de 2021, Tomás marcaría su primer gol con la camiseta verdolaga, en un partido de liga frente al Rionegro Águilas antes de que se cumpliera el minuto de juego. El partido finalizaría con empate 1-1.

## Selección nacional

### Categorías inferiores
En el mes de noviembre del año 2021, Tomás Ángel es llamado a jugar unos amistosos con la selección sub-19 de Colombia. Debutaría el 10 de noviembre de 2021 frente a Selección sub-20 de México y marcaria su primer gol con la tricolor el 13 de noviembre de 2021, en un partido frente a la selección sub-20 de los Estados Unidos. El partido terminaría 1-1.
Tomás Ángel sería llamado para jugar los amistosos con la Selección Sub-20, siendo figura sin embargo por decisión técnica no sería llamado a jugar el Campeonato Sudamericano Sub-20.

### Mundial Sub-20 2023
EL 21 de mayo Colombia debutaría frente a Israel en el Mundial Sub-20 de Argentina con victoria 2-1, Tomás Ángel no sería titular solo disputando 4 minutos en el campo. Sin embargo el 24 de mayo en la segunda fecha Colombia vencería 2-1 a Japón consiguiendo la clasificación a octavos con gol incluido de Tomás Ángel.
Colombia pasaría a octavos de final como líder de grupo luego de empatar 1-1 frente a Senegal, se enfrentarían a la selección de Eslovaquia el 31 de mayo donde Colombia ganaría por un abultado marcador de 5-1, con doblete de Tomás Ángel incluido. Sin embargo su camino terminaría en Cuartos al ser eliminado frente a la selección de Italia 3-1.

## Estadísticas

### Clubes
| Atlético Nacional · Colombia | 1.a           | 2021          | 12 | 1  | 0 | 3  | 0 | 0 | _ | _ | _ | 15 | 1  | 0 | 0.07 |
| Atlético Nacional · Colombia | 1.a           | 2022          | 4  | 0  | 0 | 1  | 0 | 0 | 0 | 0 | 0 | 5  | 0  | 0 | 0    |
| Atlético Nacional · Colombia | 1.a           | 2023          | 24 | 5  | 1 | 4  | 2 | 1 | 4 | 0 | 0 | 32 | 7  | 2 | 0.22 |
| Atlético Nacional · Colombia | Total club    | Total club    | 40 | 6  | 1 | 8  | 2 | 1 | 4 | 0 | 0 | 52 | 8  | 2 | 0.15 |
| Los Angeles FC Estados Unidos | 1.a           | 2024          | 5  | 1  | 0 | 2  | 1 | 0 | 0 | 0 | 0 | 7  | 2  | 0 | 0.28 |
| Los Angeles FC Estados Unidos | 3.ª           | 2024          | 5  | 3  | 0 | 0  | 0 | 0 | 0 | 0 | 0 | 5  | 3  | 0 | 0.6  |
| Los Angeles FC Estados Unidos | Total club    | Total club    | 10 | 4  | 0 | 2  | 1 | 0 | 0 | 0 | 0 | 12 | 5  | 0 | 0.41 |
| Phoenix Rising FC Estados Unidos | 2.ª           | 2024          | 15 | 3  | 0 | 0  | 0 | 0 | 0 | 0 | 0 | 15 | 3  | 0 | 0.2  |
| Phoenix Rising FC Estados Unidos | Total club    | Total club    | 15 | 3  | 0 | 0  | 0 | 0 | 0 | 0 | 0 | 15 | 3  | 0 | 0.2  |
| Total carrera | Total carrera | Total carrera | 65 | 13 | 1 | 10 | 3 | 1 | 4 | 0 | 0 | 79 | 16 | 2 | 0.2  |
| (1) Incluye datos de la Liga Dimayor, Copa Colombia y de la Superliga de Colombia. (2) Incluye datos de la Copa Libertadores de América y la Copa Sudamericana. (3) Media de goles por encuentro. No incluye goles en partidos amistosos. |               |               |    |    |   |    |   |   |   |   |   |    |    |   |      |

### Selección
| Selección      | Año            | Amistosos | Amistosos | Amistosos | Mundial | Mundial | Mundial | Continental | Continental | Continental | Total | Total | Total |
| Selección      | Año            | Part.     | Goles     | Asis.     | Part.   | Goles   | Asis.   | Part.       | Goles       | Asis.       | Part. | Goles | Asis. |
| -------------- | -------------- | --------- | --------- | --------- | ------- | ------- | ------- | ----------- | ----------- | ----------- | ----- | ----- | ----- |
| Sub-20         | 2021           | 6         | 5         | 0         | —       | —       | —       | —           | —           | —           | 6     | 5     | 0     |
| Sub-20         | 2022           | 9         | 2         | 0         | —       | —       | —       | —           | —           | —           | 9     | 2     | 0     |
| Sub-20         | 2023           | 3         | 0         | 0         | 5       | 3       | 0       | —           | —           | —           | 8     | 3     | 0     |
| Sub-20         | Total          | 18        | 7         | 0         | 5       | 3       | 0       | —           | —           | —           | 23    | 10    | 0     |
| Total Colombia | Total Colombia | 18        | 7         | 0         | 5       | 3       | 0       | —           | —           | —           | 23    | 10    | 0     |

## Palmarés

### Títulos nacionales
| Título                     | Club              | País           | Año  |
| -------------------------- | ----------------- | -------------- | ---- |
| Copa Colombia              | Atlético Nacional | Colombia       | 2021 |
| Torneo Apertura            | Atlético Nacional | Colombia       | 2022 |
| Superliga                  | Atlético Nacional | Colombia       | 2023 |
| Copa Colombia              | Atlético Nacional | Colombia       | 2023 |
| Copa de los Estados Unidos | Los Angeles F. C. | Estados Unidos | 2024 |

### Distinciones individuales
| Distinción                                                  | Año  |
| ----------------------------------------------------------- | ---- |
| Incluido en las 60 promesas mundiales (Diario The Guardian) | 2020 |